# كياثون أبيض الحواف
كياثون أبيض الحواف (الاسم العلمي: Cyathea albomarginata) هو نوع من النباتات يتبع جنس الكياثون من الفصيلة الكياثونية.